# Magda (James Bond)
Magda è una Bond girl apparsa per la prima volta nel tredicesimo film della serie cinematografica di James Bond, Octopussy - Operazione piovra (1983). È stata interpretata dall'attrice svedese Kristina Wayborn.

## Caratteristiche
Seconda in comando nell'organizzazione di Octopussy e sua fiduciaria presso il cattivo Kamal Khan Magda è una donna affascinante estremamente fedele al culto della piovra. Una delle sue armi più letali (assieme alle sue notevoli doti atletiche) è sicuramente il suo fascino grazie al quale sa ottenere sempre quello che desidera. Sfoggia un tatuaggio a forma di piovra colorata sulla schiena.

## Film
Magda appare per la prima volta all'asta dell'uovo di Fabergè dove il gioiello viene vinto da Kamal Khan dopo una lunga contrattazione tra lui e Bond. L'uovo viene però scambiato durante l'asta da 007 che lo sostituisce con un falso seguendo poi i due criminali in India.
Qui dopo una lunga notte di passione con Magda Bond viene catturato da Gobinda, la guardia del corpo di Kamal, e portato al castello-fortezza del principe, il Monson Palace. Bond scopre che Kamal intende segretamente tradire Octopussy usando il suo circo come copertura per introdurre in una base militare della NATO un ordigno nucleare che esploderà durante lo spettacolo, attribuendone poi le cause agli USA per cattiva gestione dell'arsenale presente nella base. Grazie all'intervento di 007 la bomba viene disinnescata all'ultimo momento.
Magda prende parte al raid al palazzo di Kamal Khan insieme ad Octopussy e alle donne del circo, mettendo fuori combattimento le guardie del principe.